# Pollo a la brasa

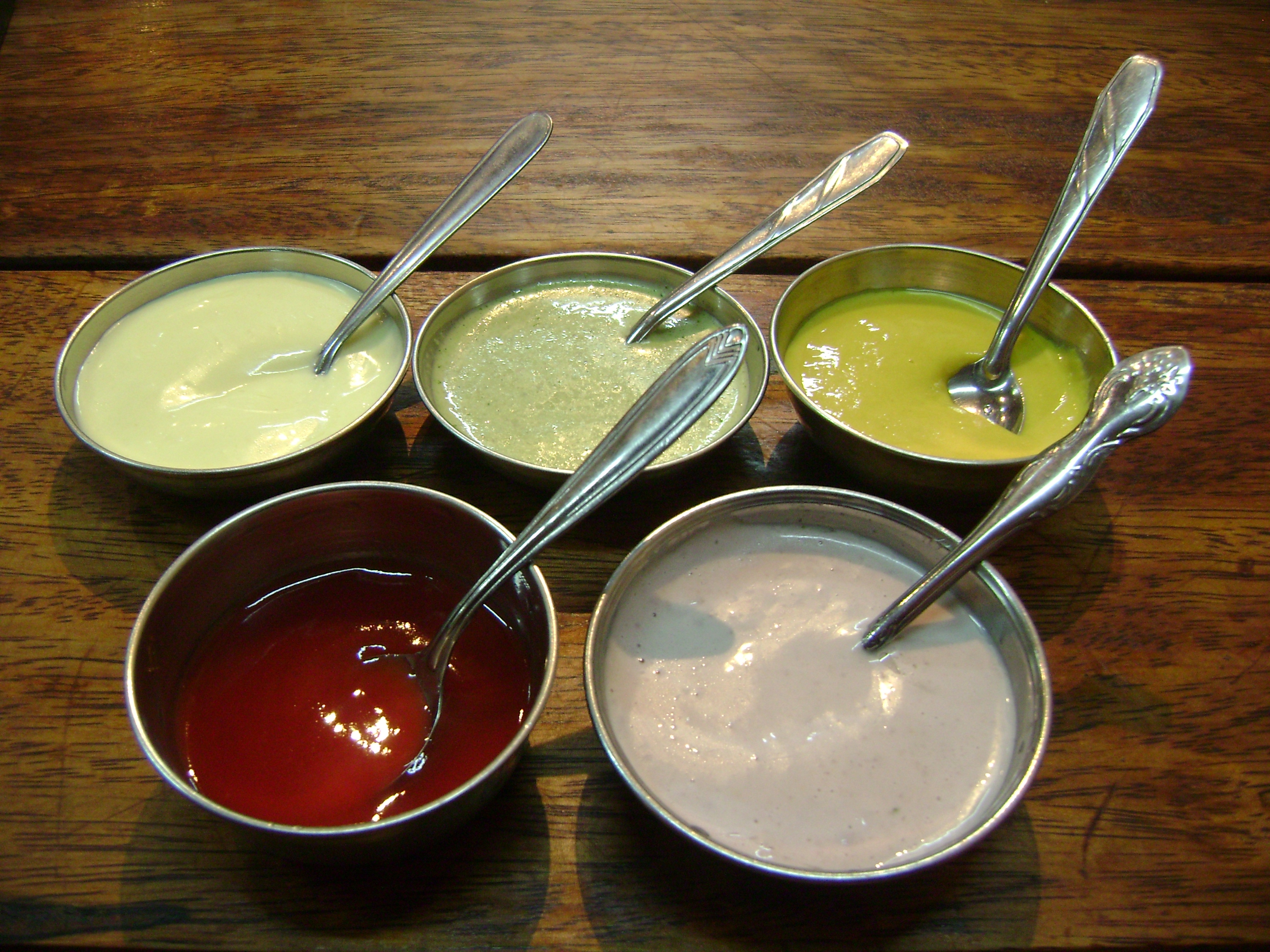
Salse di accompagnamento per il Pollo a la Brasa

Il Pollo a la brasa (o pollo alla brace) è un piatto tipico della cucina peruviana a base di pollo condito con spezie e poi cotto allo spiedo sulla brace. Il piatto viene solitamente accompagnato con patate fritte e salse di vari tipi.